# Nelly Schreiber-Favre
Nelly Schreiber-Favre (* 31. Oktober 1879 in Genf; † 5. Mai 1972 ebenda) war eine Schweizer Juristin. Sie war die erste zugelassene Anwältin im Kanton Genf.

## Biographie

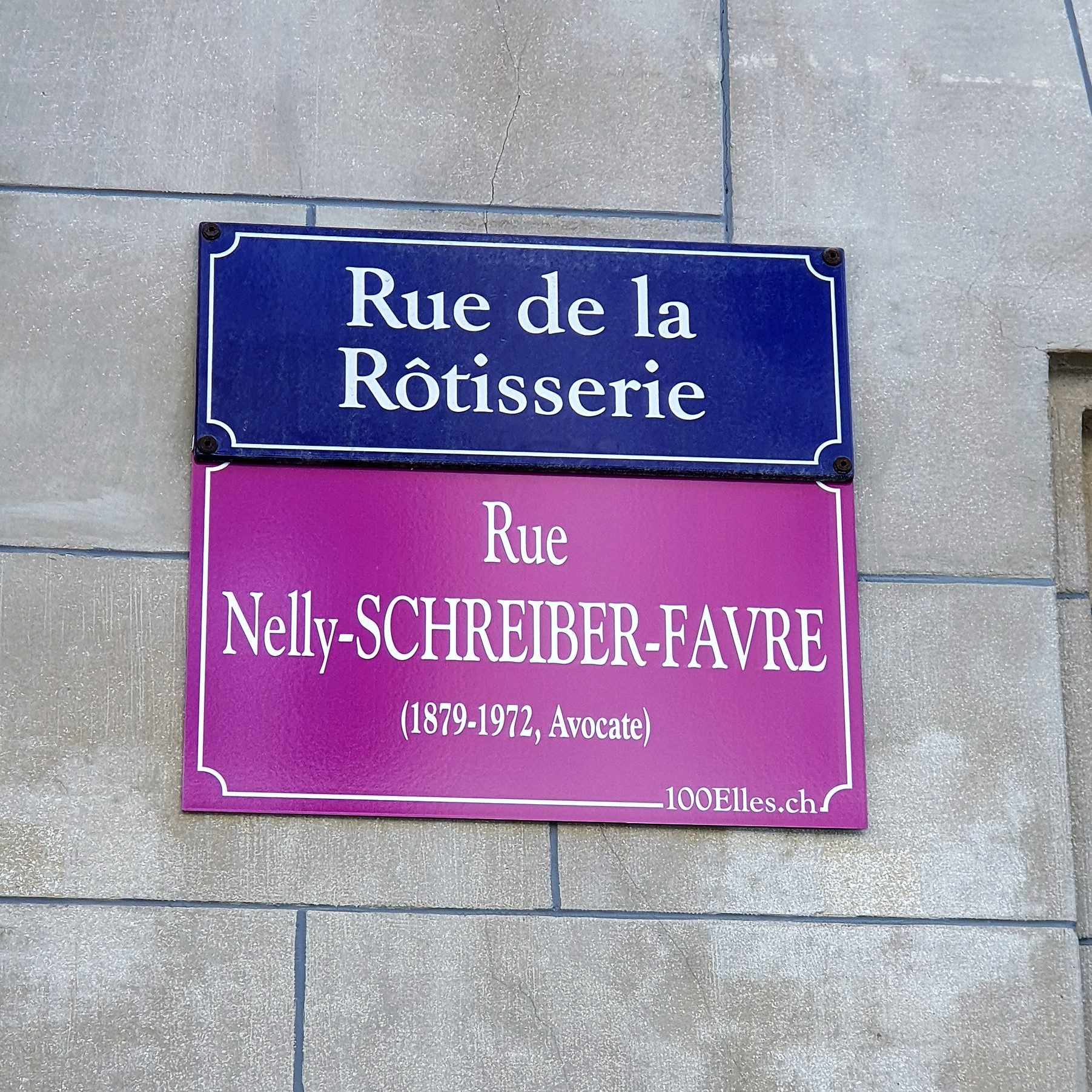
Temporäres Strassenschild in Genf im Rahmen des Projekts 100Elle*

Nelly Favre war eine Tochter des Uhrenhändlers Louis Auguste Favre-Brandt (* 1827) und von dessen Frau Mélanie Mathilde (* 1839), geborene Guinand. Sie war das jüngste von vier Kindern. Es heisst, dass Nelly Favre aufgrund von Problemen für die Familie während ihrer Kindheit beschlossen habe, später selbst Anwältin zu werden. Im Jahr 1900 nahm sie ein Jurastudium an der Universität Genf auf, als einzige Frau in der juristischen Fakultät. Sie wurde mit Anfeindungen vonseiten der Männer konfrontiert.
Im Juli 1903 erhielt Favre ihre Lizenz als Anwältin, wurde aber nicht zugelassen. Der Dekan der juristischen Fakultät, Alfred Martin, unterstützte ihr Anliegen und forderte eine Gesetzesänderung, nach der auch Frauen als Anwältin arbeiten durften. Eine solche Gesetzesänderung trat am 20. Oktober 1903 in Kraft. Weiblichen Anwälte durften allerdings weiterhin nicht als Magistrate oder als Notare arbeiten. Favre praktizierte von 1906 bis 1931 als Anwältin in der Westschweiz. 1912 heiratete sie ihren Kollegen Albert Schreiber und trug ab dann einen Doppelnamen.
Die meisten Mandanten von Nelly Schreiber-Favre waren Frauen und Jugendliche. Sie gehörte zu den ersten Juristen, die die Schaffung eines Gerichts für jugendliche Straftäter forderte, damit diese nicht mehr wie Erwachsene behandelt werden. Im 1913 wurde im Kanton Genf eine der ersten Strafkammern für Jugendliche in der Schweiz eingerichtet. Von 1911 bis 1940 unterrichtete Schreiber-Favre Recht an der Beruflichen Haushaltsschule und an der Mädchenwirtschaftsschule. 1918 gründete sie die Soziale Schule für Frauen, aus der später die Hochschule für Soziale Arbeit hervorging. Sie schrieb auch Artikel in der Frauenpresse über Jugendkriminalität und Scheidung. Sie setzte sich auch für das Frauenwahlrecht ein.
1924 war Schreiber-Favre Mitgründerin des Schweizerische Verband der Akademikerinnen (SVA) und bis 1929 dessen erste Präsidentin. Der SVA setzte sich für die beruflichen Belange von Universitätsabsolventinnen ein. Von 1939 bis 1945 vertrat sie den Verband in der Völkerbundskommission für intellektuelle Zusammenarbeit und von 1926 bis 1932 war sie Vizepräsidentin der International Federation of University Women. Von 1920 bis 1948 arbeitete sie im Bund Schweizerischer Frauenvereine an Gesetzesstudien und Versicherungskommentaren mit.